# Brucit
Brucit ist ein eher selten vorkommendes Mineral aus der Klasse der „Oxide und Hydroxide“. Es kristallisiert im trigonalen Kristallsystem mit der Zusammensetzung Mg(OH)2, ist also chemisch gesehen ein Magnesiumhydroxid.
Brucit entwickelt meist nadelige oder tafelige Kristalle, findet sich aber auch in Form von blättrigen, rosettenförmigen, körnigen, faserigen oder massigen Mineral-Aggregaten von bis zu 50 cm Größe. Unverletzte Kristallflächen weisen einen glasähnlichen Glanz auf, Spaltflächen schimmern dagegen perlmuttartig.
In reiner Form ist Brucit farblos und durchsichtig. Bei multikristalliner Ausbildung kann er aufgrund vielfacher Lichtbrechung allerdings auch weiß erscheinen und durch  Gitterbaufehler oder Fremdbeimengungen eine graue, gelbe, braune, grünliche oder bläuliche Farbe annehmen, wobei die Transparenz entsprechend abnimmt. Die Strichfarbe ist allerdings immer Weiß.

## Etymologie und Geschichte
Erstmals entdeckt wurde Brucit 1824 in Castle Point bei Hoboken im US-amerikanischen Bundesstaat New Jersey und beschrieben durch François Sulpice Beudant, der das Mineral nach dem amerikanischen Mineralogen Archibald Bruce (1777–1818) benannte.

## Klassifikation
In der veralteten 8. Auflage der Mineralsystematik nach Strunz gehörte der Brucit zur Mineralklasse der „Oxide und Hydroxide“ und dort zur Abteilung „Hydroxide“, wo er gemeinsam mit Amakinit, Pyrochroit, Portlandit und Theophrastit sowie im Anhang mit Coalingit, Iowait und Takovit in der „Brucit-Reihe“ mit der Systemnummer IV/F.03 steht.
In der zuletzt 2018 überarbeiteten Lapis-Systematik nach Stefan Weiß, die formal auf der alten Systematik von Karl Hugo Strunz in der 8. Auflage basiert, erhielt das Mineral die System- und Mineralnummer IV/F.03-010. Dies entspricht der Klasse der „Oxide und Hydroxide“ und dort der Abteilung „Hydroxide und oxidische Hydrate (wasserhaltige Oxide mit Schichtstruktur)“, wo Brucit zusammen mit Amakinit, Ashoverit, Jamborit, Paraotwayit, Portlandit, Pyrochroit, Spertiniit, Sweetit, Theophrastit und Wülfingit die „Brucitreihe“ mit der Systemnummer IV/F.03 bildet.
Die von der International Mineralogical Association (IMA) zuletzt 2009 aktualisierte 9. Auflage der Strunz’schen Mineralsystematik ordnet den Brucit in die Klasse der „Oxide (Hydroxide, V[5,6]-Vanadate, Arsenite, Antimonite, Bismutite, Sulfite, Selenite, Tellurite, Iodate)“ und dort in die Abteilung „Hydroxide (ohne V oder U)“ ein. Hier ist das Mineral in der Unterabteilung „Hydroxide mit OH, ohne H2O; Lagen kantenverknüpfter Oktaeder“ zu finden, wo es zusammen mit Amakinit, Fougèrit, Portlandit, Pyrochroit und Theophrastit die „Brucitgruppe“ mit der Systemnummer 4.FE.05 bildet.
In der vorwiegend im englischen Sprachraum gebräuchlichen Systematik der Minerale nach Dana hat Brucit die System- und Mineralnummer 06.02.01.01. Das entspricht der Klasse der „Oxide und Hydroxide“ und dort der Abteilung „Hydroxide und hydroxyhaltige Oxide“. Hier findet er sich innerhalb der Unterabteilung „Hydroxide und hydroxyhaltige Oxide mit der Formel X2+ (OH)2“ in der „Brucitgruppe (rhomboedrisch: P-3m1)“, in der auch Amakinit, Pyrochroit, Portlandit und Theophrastit eingeordnet sind.

## Kristallstruktur
Brucit kristallisiert trigonal in der Raumgruppe P3m1 (Raumgruppen-Nr. 164) mit den Gitterparametern a = 3,15 Å und c = 4,77 Å sowie einer Formeleinheit pro Elementarzelle.
Die Struktur von Brucit besteht aus zwei auf Art der hexagonal dichtesten Kugelpackung angeordneten OH-Schichten. In den Zwischenräumen zwischen den OH-Schichten befinden sich die oktaedrisch koordinierten Mg-Kationen. Diese Schichten setzen sich in zwei Raumrichtungen (kristallographische a- und b-Achse) unbegrenzt fort. In Richtung der c-Achse werden benachbarte Schichten nur durch relativ schwache Van-der-Waals-Bindung zusammengehalten, dies begründet auch die perfekte Spaltbarkeit des Minerals.
Diese sogenannte Brucitschicht (OH-Lagen mit zentraler Kationlage) ist ein grundlegender Bestandteil der Struktur der Schichtsilikate.

## Eigenschaften
Entgegen anderslautenden Quellen ist Brucit aufgrund seiner zentrosymmetrischen Kristallstruktur nicht in der Lage, pyroelektrische oder piezoelektrische Effekte zu zeigen. Pyro- und piezoelektrische Effekte werden durch einen polaren Vektor beschrieben, Kristalle mit Inversionszentrum sind jedoch unpolar (siehe dazu auch Neumannsches Prinzip).
Vor dem Lötrohr wird Brucit zwar trüb, schmilzt aber nicht. Er ist allerdings sehr säureempfindlich und löst sich bereits in verdünnten Säuren leicht.

## Modifikationen und Varietäten
In Brucit kann Mg2+ in begrenztem Umfang durch Fe2+ und Mn2+ ersetzt werden (Substitution), wobei eisenhaltiger Brucit auch als Ferrobrucit und manganhaltiger als Manganbrucit bezeichnet wird. Nemalith ist dagegen eine morphologische Varietät von Brucit, bei dem die Kristalle einen  faserigen Habitus aufweisen.
Beim Ferrobrucit kann bis zu 36 % Mg2+ durch Fe2+ ersetzt sein, was diese Varietät allerdings sehr instabil macht. Der frisch aus dem Bergwerk zutage geförderte Ferrobrucit ist zunächst farblos und durchsichtig, ändert dann aber innerhalb von wenigen Tagen seine Farbe von Goldgelb über Braun bis zu einem undurchsichtigen Dunkelbraun. Ursache dafür ist der Luftsauerstoff, der für eine Oxidation des Eisens von Fe2+ nach Fe3+ sorgt. Zusätzlich verursacht diese Umwandlung eine Störung des Kristallgitters bis zu dessen völliger Auflösung. Ferrobrucit wird amorph, d. h. trotz Beibehaltung der äußeren Kristallform ist auch mithilfe der Röntgenstrukturanalyse keine innere Ordnung zwischen den Kristallbausteinen mehr festzustellen.

## Bildung und Fundorte

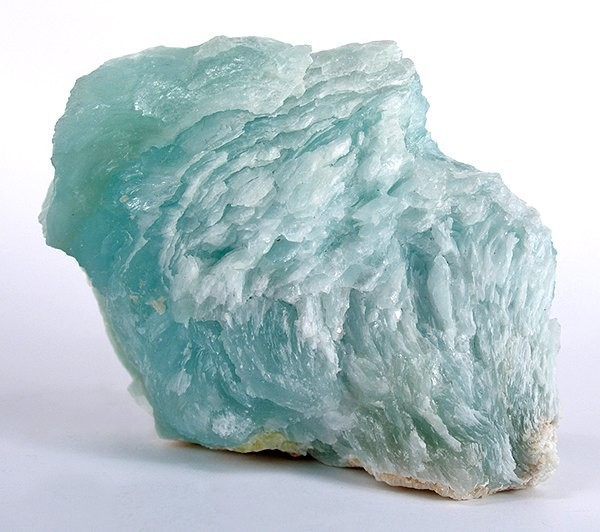
Schuppiger, bläulicher Brucit aus der „Wessels Mine“, Nordkap, Südafrika

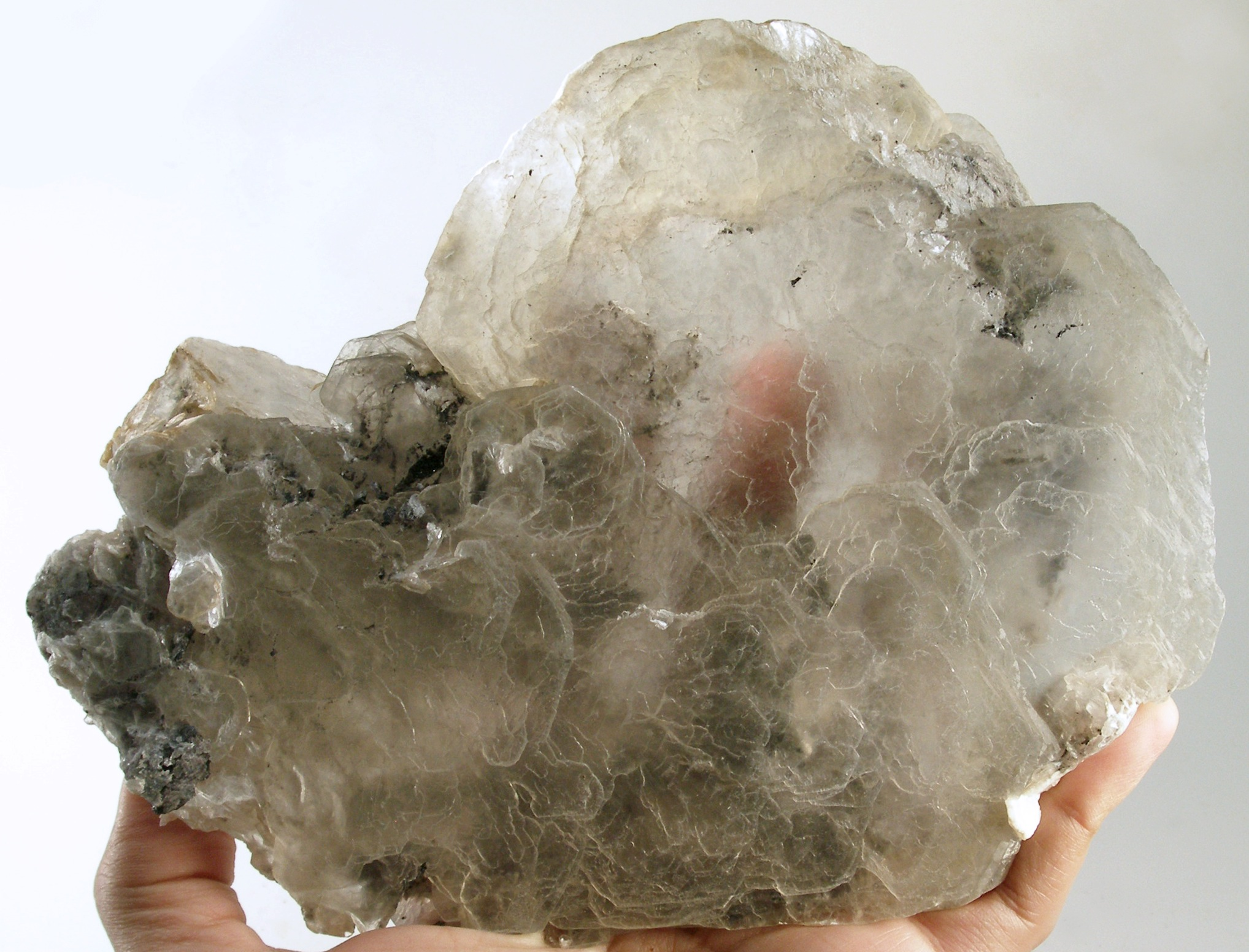
Dicktafeliger, fast durchsichtiger Brucitkristall aus der Wood's Chrome Mine, Texas, Pennsylvania (Größe 19,5 cm × 14,5 cm × 3,2 cm)

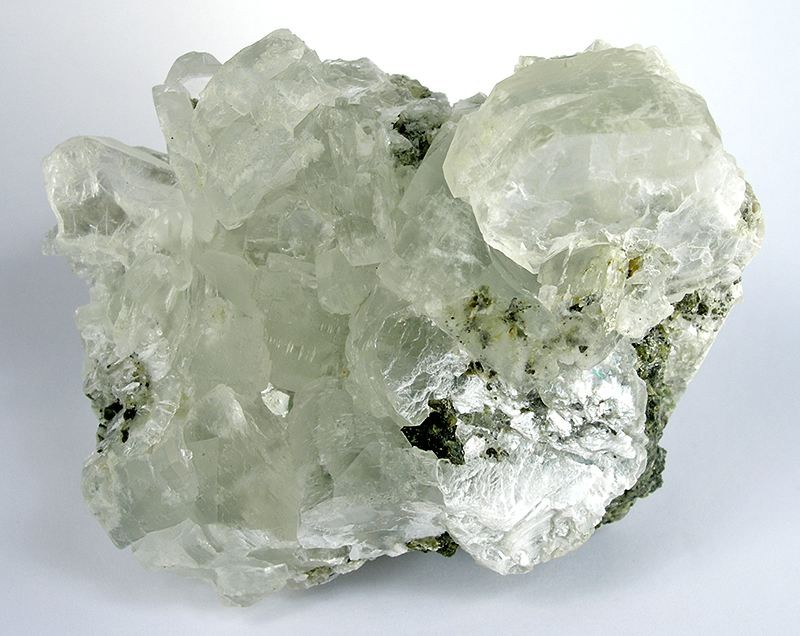
Brucit-Kristallstufe aus „Bazhenovskoe“, Asbest, Swerdöpwsl, Russland (Größe 10,5 cm × 7,8 cm × 7,4 cm)

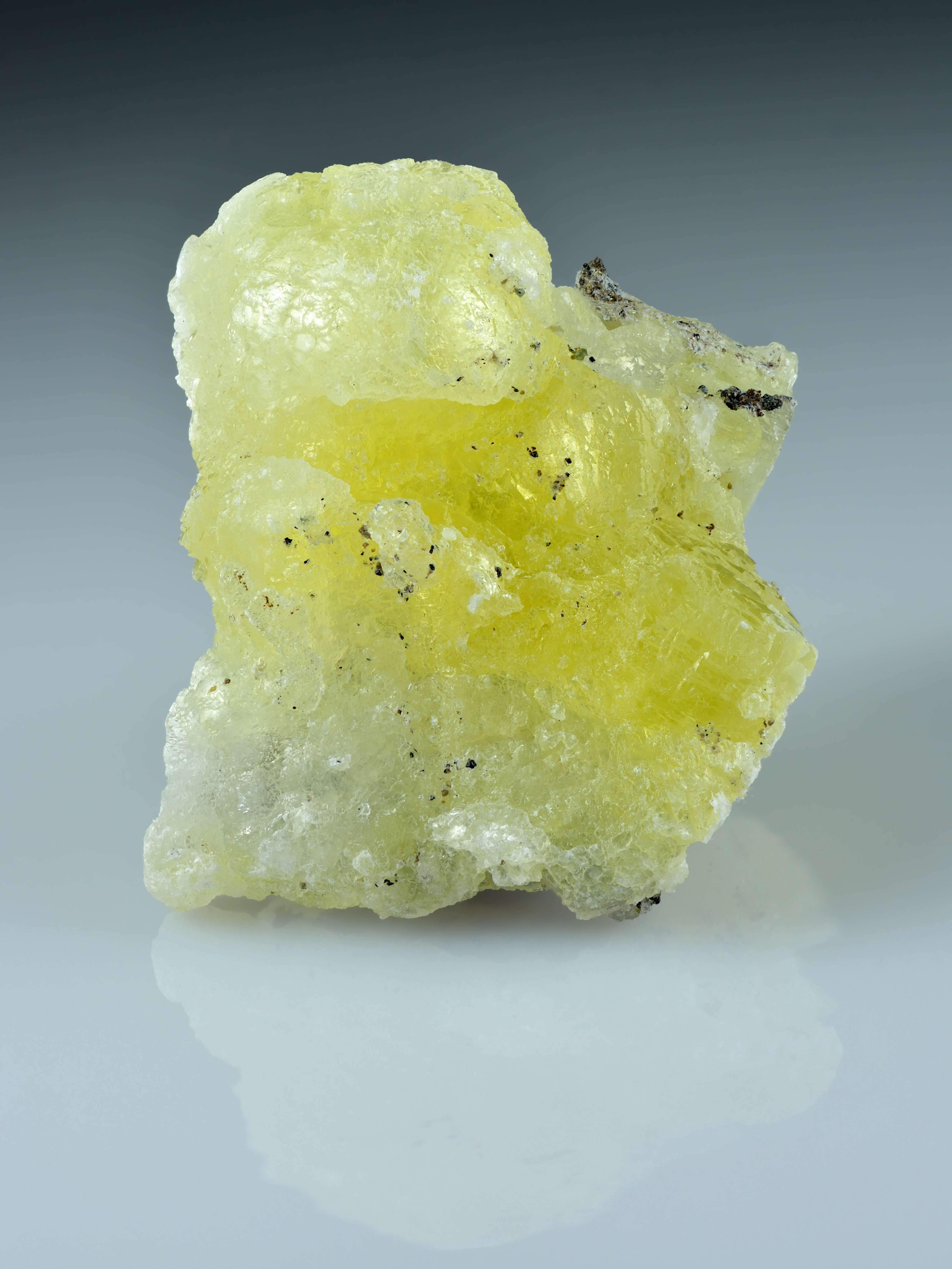
Gelbe Brucit aus Belutschistan, Pakistan

In der Natur wird Brucit fast ausschließlich während der Metamorphose gebildet. Er entsteht aus der Umwandlung magnesiumreicher Minerale, wie beispielsweise Dolomit, Forsterit und Periklas. Brucit ist ein charakteristisches Mineral für Serpentinite und zeigt dort Bildungstemperaturen von < 400 °C an. Weiterhin findet man Brucit in Marmoren oder als Kluftmineral. Künstlicher Brucit kann als Komponente des Kesselsteins entstehen.
Als eher seltene Mineralbildung kann Brucit an verschiedenen Orten zum Teil zwar reichlich vorhanden sein, insgesamt ist er jedoch wenig verbreitet. Als bekannt gelten bisher rund 460 Fundorte (Stand: 2017).
Erwähnenswert aufgrund außergewöhnlicher Brucitfunde sind unter anderem die „Wood's Chrome Mine“ bei Texas im Lancaster County (Pennsylvania), wo Kristalle von bis zu 19 cm Größe entdeckt wurden (siehe nebenstehendes Bild) sowie die „Low's Mine“ (ebenfalls Pennsylvania) und die „Tilly Foster Iron Mine“ bei Brewster im Putnam County (New York), die bis zu 18 cm große Kristalle lieferten. Bis zu 10 cm große Kristalle kennt man aus der Lagerstätte „Bazhenovskoe“ bei Asbest in der russischen Oblast Swerdlowsk (siehe nebenstehendes Bild). Eine in der terra mineralia in Freiberg ausgestellte, bläuliche Kristallstufe aus demselben Fundort soll sogar eine Größe von 20 cm × 14 cm × 4 cm haben.
In Deutschland konnte das Mineral bisher im Steinbruch Zeilberg bei Maroldsweisach in Bayern, in einem Gabbro-Steinbruch im Radautal bei Bad Harzburg (siehe auch Harzburger Gabbro) in Niedersachsen, auf einer Schlackenhalde der Zinkhütte Genna bei Letmathe in Nordrhein-Westfalen, an mehreren Orten in der Eifel (Arensberg, Bellerberg-Vulkan, Grube Friedrichssegen, Hangelberg) und auf der Absetzerhalde Lichtenberg bei Ronneburg in Thüringen gefunden werden.
In Österreich fand sich Brucit unter anderem in einem Marmor-Steinbruch bei Kochholz in der Gemeinde Dunkelsteinerwald und bei Loja in der Gemeinde Persenbeug-Gottsdorf in Niederösterreich; in einem Basalt-Steinbruch bei Klöch, an einem Serpentinit-Aufschluss am Eibegggraben bei Sankt Jakob-Breitenau, in einem Hartsteinwerk-Steinbruch bei Sankt Lorenzen bei Knittelfeld und an mehreren Orten im Süden des Bezirks Leoben in der Steiermark sowie am Furtschaglkar im Schlegeisgrund des Zillertals in Nordtirol.
In der Schweiz konnte das Mineral bisher nur im Val Forno, einem Seitental von Bergell im Kanton Graubünden sowie in der Rimpfischwäng am Findelgletscher nahe Zermatt im Kanton Wallis entdeckt werden.
Weitere Fundorte liegen unter anderem in der Antarktis, in Äthiopien, Australien, Brasilien, Chile, China, der Dominikanischen Republik, Finnland, Frankreich, Ghana, Griechenland, Indonesien, Irland, Israel, Italien, Japan, Jordanien, Kanada, Libyen, Marokko, Mexiko, Namibia, Nepal, Neuseeland, Nordkorea, Norwegen, im Oman, Pakistan, Polen, Rumänien, Schweden, Simbabwe, Slowakei, Spanien, Südafrika, Taiwan, Tschechien, Tuvalu, Türkei, der Ukraine, Ungarn, dem Vereinigten Königreich (UK) und den Vereinigten Staaten von Amerika (USA).
Auch in Bodenproben aus der Prospektions-Bohrung „DSDP hole 778“ vom Marianengraben im Pazifischen Ozean konnte Brucit nachgewiesen werden.

## Verwendung
Brucit ist ein Rohstoff für die Herstellung von Feuerfestmaterialien. In der chemischen Industrie findet hauptsächlich künstlich hergestelltes Magnesiumhydroxid Verwendung.